# 宗本康兵
宗本 康兵（むねもと こうへい、1984年4月4日 - ）は、日本の音楽プロデューサー、作曲家・編曲家、ピアニスト・キーボーディスト。
ハーフトーンミュージック・hank所属。
北海道出身。血液型はO型。

## 人物
3歳の頃からクラシックピアノを始め、楽典や和声法などを学び、音楽大学への入学を機に上京。在学中からプロの音楽活動をスタートさせ、今では年間を通して数多くの音楽プロデュース、音楽監督、作編曲、演奏を担う、幅広い音楽に精通し、ジャンルに捉われない多彩なアレンジデザインと普遍的な演奏スタイルを併せ持つ、日本有数の音楽家・アーティストの一人である。全国各地にてソロ名義でのライブも開催。プライベートでは、海外旅行・食に関して特に関心が高く、音楽のジャンルを超えスポーツ界を初めとした各界著名人との親交も深いことが見受けられる。

### 近年の活動
『坂崎幸之助のももいろフォーク村NEXT』（レギュラー、音楽監督、フジテレビNEXT）
ドラマシリーズ『特殊犯罪課・花島渉』（劇伴、テレビ朝日）
PARCO劇場主催 ミュージカル『ドゥ・ユ・ワナ・ダンス？』（音楽担当）
『ナンバMG５』（劇伴担当、フジテレビ）
『アニメ 勇者、辞めます』（劇伴、TOKYO MX）
第２回ももクロ一座特別公演『CHANGE THE FUTURE!≪未来を変えろ≫』（音楽、明治座）

### 作編曲・レコーティング・ライブ参加アーティスト
足立佳奈、新垣結衣、家入レオ、植村花菜、尾崎裕哉、音速ライン、カサリンチュ、加藤ミリヤ、華原朋美、上木彩矢、上白石萌音、かりゆし58、川嶋あい、きただにひろし、北乃きいキマグレン、熊木杏里、クレイ勇輝、クレモンティーヌ、倖田來未、小林愛香、阪本奨悟、崎山蒼志、佐藤千亜妃、ジャニーズWEST、ジュスカ・グランペール、菅原紗由理、瀬川あやか、中 孝介、中森明菜、中村中、中嶋ユキノ、元ちとせ、秦基博、ばってん少女隊、一青窈、広瀬香美、福原美穂、藤巻亮太、宝美、星野みちる、ポルノグラフィティ、間々田優、南野陽子、ももいろクローバーZ、山崎育三郎、遊吟、横田美穂、2AM、___(アンダーバー)、Aimer、CHiYO、DISH//、KG、Little Black Dress、May'n、MinxZone、nangi、savage genius、SCANDAL、SURFACE、the Indigo、urata naoya、Uru、WANIMA、KinKi Kids

## 経歴
1984年4月4日生まれ、札幌出身。2003年4月に上京し、音楽大学に入学。
在学当時から先々プロで活躍する数々の音楽仲間と出会う。
2003年5月、当時路上ライブをしていた川嶋あいと出会い、プロのキャリアをスタートさせる。
本格的な音楽家としての道を歩み始め、川嶋あいのシングル「12個の季節〜4度目の春〜」では初めてのストリングスアレンジも担う。
以降、毎年8月20日の川嶋あいのライブには、バンドマスターとして携わっている。
川嶋あいのプロデュース・サポートを機に、カサリンチュ、かりゆし58、中孝介、きただにひろし、中村中、元ちとせ、などのサポートも始める。
フジテレビ系列『僕らの音楽』収録で、師と仰ぐ武部聡志と出会う（『僕らの音楽』ではエンディングBGMを担当することになる）2008年、武部にその音楽的才能と技術を認められ、ハーフトーンミュージックに所属。
2009年、ポルノグラフィティのサポートメンバーオーディションを受け、何名かの候補者の中から選定される。
2010年 『11thライブサーキット "∠TARGET"』にて初ツアー参加、その後ライブサポートや楽曲制作において幅広くサポートしていく。
2010年以降はアーティストへの作編曲もこなしており
中森明菜への初楽曲提供曲は、2015年12月発売の「kodou」で、自身の音楽家としての良きターニングポイントだったという。
「koudou」以降「ひらり-SAKURA-」「[La La Bye.」「雨音」の三曲も作曲し、「ひらり-SAKURA-」は作詞をポルノグラフィティの新藤晴一に懇願し成立したという。
広瀬香美との初めての出会いは、2016年11月リリースの「最高のエンディングを共に」編曲を担当した際で、この制作に対しても深い思い入れがあったと自身が語っており、現在まで何作品も担当する。
ライブサポートをきっかけに作編曲まで携わるケースも多く、華原朋美では全国ツアー『TOMOMI KAHARA CONCERT TOUR 2014 〜MEMORIES〜』のバンドマスターを経て、2016年5月リリースの「君がそばで」作曲編曲まで担うことになる。
2016年8月、山崎育三郎と出会い「1936～your song～」では全11曲の編曲を担当し、それ以降ライブではバンドマスターを務めている。2018年リリースの「Keep in touch」では作曲も手掛ける。
2016年、ももいろクローバーZの音楽監督を武部聡志より引き継ぎ、以降浅倉大介（access）、大渡亮（Do As Infinity）、柏倉隆史（toe、the HIATUS）、TAKUYA（ex. JUDY AND MARY）、日向秀和（ストレイテナー、Nothing's Carved In Stone）などアーティストプレイヤーをバンドメンバーとしてオファーする。同じく2016年〜現在、『坂崎幸之助のももいろフォーク村NEXT』（フジテレビNEXT）の音楽監督を担当。2017年から行われてる高城れにと、お笑い芸人・永野によるエキセントリッコミックショー「永野と高城。」 シリーズに於いて、全公演ピアニスト役で出演。
2017年2月、武部の還暦を祝したライブ『Original Award Show ～Happy 60～』に参加。（出演：ゴスペラーズ、一青窈、kōkua、松任谷由実、大黒摩季、さかいゆう、手嶌葵、平井堅、JUJU、久保田利伸、miwa、斉藤由貴、スガシカオ）
2018年7月リリース、AbemaTVの恋愛リアリティーショー『今日、好きになりました。』のテーマソング「私今あなたに恋をしています」では、足立佳奈と共作を行う。
浜田省吾プロデュースのアーティスト中嶋ユキノは学生時代から交流があり、音楽活動を共に行うことも多く、2016年メジャー・デビュー・アルバム『N.Y.』ではレコーディングに参加。2017年リリースの「空色のゆめ」収録曲「stepup」「夢のとびら」では作曲も担当。2018年リリースの『Gradation in Love』以降は編曲にも携わる。
2017年、ドラマシリーズ『特殊犯罪課・花島渉』（テレビ朝日）音楽担当。
2018年、PARCO劇場主催ミュージカル『ドゥ・ユ・ワナ・ダンス？』音楽担当。
2014年より毎年行なっているソロライブでは、ライブサポートから楽曲制作まで携わってきた数々のアーティストや作品に対して喜びや感謝を語り、「映画音楽を作るのが夢」と何度も発言している。
2020年12月から郷友である、森田 "Jouhnny"貴裕とのユニット「363820」でのアレンジメント・プログラミング活動も始動。

## 作品の一覧
| リリース   | 楽曲 | アーティスト                     | 担当                                               |
| ---------- | --- | -------------------------------- | -------------------------------------------------- |
| 2004/02/18 | 『12個の季節〜4度目の春〜』内、M1「12個の季節〜4度目の春〜」 | 川嶋あい                         | ストリングス・アレンジ、ピアノ                     |
| 2004/11/17 | 『「さよなら」「ありがとう」〜たった一つの場所〜』内、M1「「さよなら」「ありがとう」〜たった一つの場所〜」                                                                 | 川嶋あい                         | ストリングス・アレンジ、ピアノ                     |
| 2005/05/18 | 僕たちは | 川嶋あい                         | 編曲                                               |
| 2005/05/18 | 雪に咲く花. | 川嶋あい                         | 編曲                                               |
| 2005/08/24 | 「…ありがとう...」 | 川嶋あい                         | ストリングス・アレンジ、フルート・アレンジ、ピアノ |
| 2005/09/28 | blessing-祈り | 川嶋あい                         | 編曲・ピアノ                                       |
| 2005/09/28 | そこから始めよう | 川嶋あい                         | 編曲・ピアノ                                       |
| 2005/09/28 | 永遠と呼べる道 | 川嶋あい                         | ストリングス・アレンジ、ピアノ                     |
| 2005/09/28 | もっと! | 川嶋あい                         | ピアノ                                             |
| 2006/04/19 | 見えない翼 | 川嶋あい                         | ピアノ                                             |
| 2006/05/24 | 雪塵〜ホワイトダスト〜 | 川嶋あい                         | 編曲・ピアノ                                       |
| 2006/10/11 | 大切な約束 | 川嶋あい                         | 編曲・ピアノ                                       |
| 2007/02/14 | My Love | 川嶋あい                         | ストリングス・アレンジ                             |
| 2007/03/14 | compass | 川嶋あい                         | 編曲・ピアノ                                       |
| 2007/05/30 | 君に・・・・・ | 川嶋あい                         | ピアノ                                             |
| 2007/06/27 | Cring-AlVer | 川嶋あい                         | 編曲・ピアノ                                       |
| 2007/06/27 | 赤い靴のミモザ | 川嶋あい                         | 編曲・ピアノ                                       |
| 2007/06/27 | 桜慕情 | 川嶋あい                         | ピアノ                                             |
| 2007/06/27 | 暑中見舞い申し上げます | 川嶋あい                         | ピアノ                                             |
| 2007/10/03 | 幸せですか | 川嶋あい                         | ストリングス・アレンジ、ピアノ                     |
| 2007/10/03 | スーツケース | 川嶋あい                         | 編曲・ピアノ                                       |
| 2007/12/05 | ひかり | 中村 中                          | ピアノ                                             |
| 2008/01/09 | 咲く唄 | 中村 中                          | 編曲・プログラミング・ピアノ                       |
| 2008/04/30 | チュウオウカジツ | 中村 中                          | 編曲・プログラミング・ピアノ                       |
| 2008/07/09 | 迷い子 | 中村 中                          | 編曲・プログラミング・ピアノ・コーラス             |
| 2008/08/20 | カケラ | 川嶋あい                         | サウンドプロデュース・編曲・ピアノ                 |
| 2008/08/27 | 『R-new』内、M11「shi・ru・shi」 | きただにひろし                   | 編曲                                               |
| 2008/09/24 | あの日の2人のように | 中村 中                          | 編曲・プログラミング・ピアノ                       |
| 2008/12/17 | 煙草 | 中村 中                          | 編曲・プログラミング・ピアノ                       |
| 2009/02/25 | 「側にいる事。」 | 中村 中                          | 編曲・プログラミング・ローズピアノ                 |
| 2009/06/03 | Again | 川嶋あい                         | 編曲・ピアノ                                       |
| 2009/06/03 | lover | 川嶋あい                         | 編曲・ピアノ                                       |
| 2009/06/03 | 青い鳥 | 川嶋あい                         | 編曲・ピアノ                                       |
| 2009/06/03 | リマインダー | 川嶋あい                         | 編曲・ピアノ                                       |
| 2009/06/03 | やわらかな日差し | 川嶋あい                         | 編曲・ピアノ                                       |
| 2012/03/14 | 『Can you hear me?』内、M3「キミが…」 | 北乃きい                         | 作曲                                               |
| 2012/03/21 | 『Dear…』内、M4「助手席」M7「Dear...」 | 中嶋ユキノ                       | 編曲・ピアノ                                       |
| 2012/03/28 | 『千年の戀』内、M2「Chante! Danca Soul～太陽の喜び～feat.CATIA,慶田花定三」M12「戀 戀～ラ・クンパルシータ～ feat.ワサブロー」                                              | ジュスカ・グランペール           | プロデュース・編曲・プログラミング・ピアノ         |
| 2012/03/28 | 『PANORAMA PORNO』内、M3「FLAG」M14「メリーゴーラウンド」 | ポルノグラフィティ               | 編曲・プログラミング・オルガン・キーボード・ピアノ |
| 2012/08/08 | 『Real』内、M1「Real」M10「三日月～you were my everything」 | きただにひろし                   | 編曲・プログラミング・ピアノ                       |
| 2012/12/05 | 『誰にも渡せないよ』内、M1「誰にも渡せないよ」 | 2AM                              | ピアノ                                             |
| 2012/12/26 | 『恋しくて』内、M1「恋しくて」 | 倖田來未                         | ピアノ                                             |
| 2013/10/16 | 『東京デスティニー』内、M1「東京デスティニー」 | ポルノグラフィティ               | 編曲・ピアノ・オルガン・シェイカー                 |
| 2013/11/20 | 『PORNOGRAFFITTI 15th Anniversary "ALL TIME SINGLES"』内、M42「ひとひら」                                                                                                  | ポルノグラフィティ               | 編曲・ピアノ・プログラミング                       |
| 2014/03/12 | 『MEMORIES -Kahara Covers-』内、M3「M」M9「BRAND NEW TOMORROW」 | 華原朋美                         | 編曲・ローズピアノ・オルガン                       |
| 2015/12/30 | 『FIXER』内、M9「kodou」 | 中森明菜                         | 作曲・編曲・ピアノ                                 |
| 2016/02/24 | 『FIXER -WHILE THE WOMEN ARE SLEEPING-』内、M1「ひらり-SAKURA-」 | 中森明菜                         | 作曲                                               |
| 2016/05/11 | 『君がそばで』内、M1「君がそばで」 | 華原朋美                         | 作曲                                               |
| 2016/08/24 | 『1936 〜your songs〜』All tracks | 山崎育三郎                       | 全編曲                                             |
| 2016/08/31 | 『N.Y.』内、ピアノアレンジM2「雨降りフラレ」M7「助手席」M8「ALL FOR ONE」M12「Starting Over」                                                                              | 中嶋ユキノ                       | ピアノ                                             |
| 2017/05/24 | 『Follow me』内、M2「そうすれば」 | B1A4                             | 作曲                                               |
| 2017/06/07 | 『1936 〜your songs II〜』 内、M8「生きてく強さ」M11「ひそかな夢EVERMORE」                                                                                                 | 山崎育三郎                       | 編曲                                               |
| 2017/06/07 | 『しあわせの詩』内、M2「いい男」 | Uru                              | 編曲                                               |
| 2017/06/14 | 『4』内、M2「Emotion」 | B1A4                             | 作曲・編曲                                         |
| 2017/08/09 | 『空色のゆめ』内、M2「HAPPINESS」M6「STEP UP」M9「願い文字」M11「夢のとびら」                                                                                              | 中嶋ユキノ                       | ピアノ・作曲                                       |
| 2017/09/27 | 配信Single「恋のはじまり」 | 家入レオ×大原櫻子×藤原さくら     | 編曲・演奏                                         |
| 2017/10/18 | 『PEACE of SMILE』内、1-M12「君との今日、わたしの声」2-M1「AMICITIA」 | May'n                            | ストリングス・アレンジ・演奏                       |
| 2017/10/25 | 『BUTTERFLY EFFECT』内、M9「夜間飛行」M11「170828-29」 | ポルノグラフィティ               | 編曲・演奏                                         |
| 2017/11/08 | 『明菜』内、M3「雨音」M5「La.La.Bye」M7「ひらり-SAKURA-明菜version」 | 中森明菜                         | 作曲・編曲                                         |
| 2017/11/15 | 『阿久悠メモリアル・ソングス～思いのすべてを歌にして～』内、M20「花の言葉 風の言葉」                                                                                       | （コンピレーション・アルバム）   | 作曲                                               |
| 2017/11/22 | 『カレイドスコープ』内、M2「take a chance」 | 瀬川あやか                       | 編曲・演奏                                         |
| 2017/11/22 | 『フレーフレーわたし』内、M1「フレーフレーわたし」 | 足立佳奈                         | 演奏                                               |
| 2017/12/20 | 『モノクローム』内、M8「fly」 | Uru                              | 編曲・演奏                                         |
| 2018/01/28 | 配信Single「under the same sky」 | urata naoya (AAA)                | 作曲・編曲・演奏                                   |
| 2018/03/21 | 『センチメンタル』内、M4「春ヲ想フ」M9「クロスロード」 | 瀬川あやか                       | 編曲・演奏                                         |
| 2018/06/06 | 『Keep in touch』内、M1「Keep in touch」 | 山崎育三郎                       | 作曲・編曲                                         |
| 2018/07/16 | Single「私今あなたに恋をしています」 | 足立佳奈                         | 共作曲                                             |
| 2018/07/25 | 『ブレス』内、M3「ライラ」 | ポルノグラフィティ               | 編曲・演奏                                         |
| 2018/07/25 | 『unbreakable』All tracks | urata naoya (AAA)                | 作曲                                               |
| 2018/08/01 | 『もし君を許せたら』内、M2「めがね」 | 家入レオ                         | 編曲・演奏                                         |
| 2018/10/10 | 『Gradation in Love』内、M1「Magenta Skyline」作編曲M2「もう二度と」M3「冬になると」M6「最後の恋」M8「僕はボク」M10「夢の中で Merry Christmas」M11「お・ふくろうママの歌」 | 中嶋ユキノ                       | 編曲                                               |
| 2018/10/17 | 『Yeah!Yeah!』内、M10「あの日に戻れるなら...」 | 足立佳奈                         | 編曲                                               |
| 2018/10/31 | 『シティ・ライツ』内、M2「Fade out」M9「今夜もHi-Fi」 | 松室政哉                         | 編曲・演奏                                         |
| 2019/01/23 | 『THE BEST "1992-2018" + "雪"Setlist Non-Stop Mix』内、1-M1「歌いたいわ」2-M15「青い冬ハジマレ」                                                                           | 広瀬香美                         | 編曲                                               |
| 2019/01/30 | 『BIBLE』内、2-M13「電光石火之間」 | 中島美嘉                         | 編曲                                               |
| 2019/02/16 | 『パラレルな関係』内、M1「パラレルな関係」 | 阪本奨悟                         | サウンドプロデュース・編曲                         |
| 2019/02/27 | 『Tender』内、M3「タイムマシン」M8「Brand-new Song」 | 瀬川あやか                       | 編曲                                               |
| 2019/04/24 | 『大切な色彩』内、M2「With」 | Chay                             | 編曲                                               |
| 2019/05/15 | 『Ai x』All tracks | 川嶋あい                         | 編曲                                               |
| 2019/06/19 | 『BGM』内、M12「FORCES」 | ばってん少女隊                   | 作曲・編曲                                         |
| 2019/06/28 | Single「FILTER MAGIC」 | 瀬川あやか                       | 編曲                                               |
| 2019/07/03 | 『MIRROR BALL '19』内、M13「マイ・ウェイ」 | 山崎育三郎                       | 演奏                                               |
| 2019/10/09 | 『無限のトライ』内、M2「永炎」 | 阪本奨悟                         | 編曲                                               |
| 2019/11/13 | 『Lavender』内、M7「To Shining Shining Days」M9「My Fairy Tale」 M13「With」                                                                                               | Chay                             | 編曲                                               |
| 2019/11/14 | Single「だれかのはなし」 | 中嶋ユキノ                       | 編曲                                               |
| 2019/11/27 | 『stay gold』内、M3「ココ☆ナツ -ZZ ver.-」 | ももいろクローバーZ              | 編曲                                               |
| 2019/12/10 | LINEトークBGM | 川谷絵音                         | 演奏                                               |
| 2020/01/29 | 『未完成』内、M3「Every Single Day」(Acoustic version) | 家入レオ                         |                                                    |
| 2020/03/11 | 『ハジマリノ鐘』内、M2「にらめっこ」 | 松室政哉                         | 編曲・演奏                                         |
| 2020/03/18 | 『オリオンブルー』内、M9「いい女」 | Uru                              | 編曲                                               |
| 2020/04/01 | NHKみんなのうた「夜明けをくちずさめたら」 | 上白石萌音                       | 編曲                                               |
| 2020/05/13 | 『Answer』内、M1「Answer」M4「悲しみの果て」 | 家入レオ                         | 編曲・演奏                                         |
| 2020/07/03 | 『TDF LIVE BEST』All Tracks | ももいろクローバーZ              | 編曲・演奏                                         |
| 2020/08/12 | Single「僕らが強く。」 | DISH//                           | 共編曲                                             |
| 2020/08/19 | Single「コツコツおじさん」 | リーゴ（プラス・マイナス岩橋）   | 作曲                                               |
| 2020/08/26 | 『note』内、M2「土砂降り」 | 上白石萌音                       | 作編曲                                             |
| 2020/09/01 | 『L&』内、M16「君がいる世界」 | King & Prince                    | 演奏                                               |
| 2020/09/16 | 『Y/our Song』内、M1「だけど放て」 | BENI                             | 演奏                                               |
| 2020/09/23 | 『愛と花』内、M1「ラブしい」 | Kizuna AI x 花譜                 | 演奏                                               |
| 2020/10/07 | 『JOKER』内、M11「innocent」 | 中島美嘉                         | 編曲・演奏                                         |
| 2020/10/16 | 配信Single「だからラブ feat.相沢&映秀。」 | 美的計画                         | ピアノ                                             |
| 2020/10/28 | 『振り子/Break』内、M1「振り子」 | Uru                              | 編曲                                               |
| 2020/10/28 | 『Heart Box』内、M3「With」 | Chay                             | 編曲                                               |
| 2020/10/28 | 加藤ミリヤ・トリビュート・アルバム『INSPIRE』内、「Love Forever」 | 瑛人×yama (川谷絵音プロデュース) | 演奏                                               |
| 2020/10/28 | 『振り子/Break』内「振り子」 | Uru                              | 編曲・演奏                                         |
| 2020/11/01 | 「Samidare」 (配信Release) | 崎山蒼志                         | 編曲・演奏                                         |
| 2020/11/11 | 『アコうた』All tracks | 中嶋ユキノ                       | サウンドプロデュース・編曲・ピアノ                 |
| 2020/11/11 | Single「真冬のハーモニー」 | 中島美嘉 with 藤巻亮太           | 編曲                                               |
| 2020/12/02 | 『WITH』内、M1「真冬のハーモニー」 | 中島美嘉                         | サウンドプロデュース                               |
| 2020/12/16 | 『Admiral's Good Time』内、M5「華の二水戦」 | 広瀬香美                         | 編曲                                               |
| 2020/12/23 | 『O album』内、M5「響-hibiki-」(編曲・363820名義) | KinKi Kids                       | 編曲                                               |
| 2021/01/20 | 『まあだだよ』内、M3「愛の儚さ」M5「微笑み」 | 林部智史                         | 編曲                                               |
| 2021/01/27 | 『find fuse in youth』内、M5「そのままどこか」M8「Samidare」 | 崎山蒼志                         | 編曲                                               |
| 2021/02/24 | 『X』内、M5「当たりまえ」M10「僕らが強く。」 | DISH//                           | 共編曲                                             |
| 2021/03/10 | 『Roar』内、M2「光跡」 | KAT-TUN                          | 演奏                                               |
| 2021/05/17 | 『ZZ's Ⅱ』内、M1「ワニとシャンプー -ZZ ver.-」 | ももいろクローバーZ              | 編曲                                               |
| 2021/06/16 | Single「アイボリー」 | SCANDAL                          | 共編曲                                             |
| 2021/06/23 | 『透明な付箋』内、M4「ひとつがいマグネティック」 | 高橋李依                         | 編曲                                               |
| 2021/06/23 | 『Gradation Collection』内、M3「SecretFeeling」 | 小林愛香                         | 演奏                                               |
| 2021/07/02 | Single「夏だらけのグライダー」 | Little Black Dress               | 演奏                                               |
| 2021/07/03 | Single「夏のせい」 | 中嶋ユキノ                       | サウンドプロデュース                               |
| 2021/07/07 | 『Sprinkler』内、M1「FILTER MAGIC」M7「アイシテル〜心を込めて〜」M10「Someday,Someone」                                                                                    | 瀬川あやか                       | 編曲                                               |
| 2021/08/11 | 『誰が為』内、M1「誰が為」 | 山崎育三郎                       | 作曲／編曲／演奏                                   |
| 2021/08/30 | 『Film』内、M2「すばらしい日」 | 足立佳奈                         | 編曲                                               |
| 2021/09/22 | 『テーマソング』内、M3「IT'S A NEW ERA」 | ポルノグラフィティ               | 編曲                                               |
| 2021/09/29 | Single「幽けき」 | 崎山蒼志                         | 編曲                                               |
| 2021/10/24 | Single「沈丁花」 | DISH//                           | 共編曲                                             |
| 2021/10/29 | Single「リスタートライン」 | 中嶋ユキノ                       | 編曲                                               |
| 2021/12/08 | 『ギターケースの中の僕』内、M1「ギターケースの中の僕」 | 中嶋ユキノ                       | 編曲                                               |
| 2021/12/08 | 『Four Seasons NANNO Selection』内、2-M17「大切な人」 | 南野陽子                         | 作曲                                               |
| 2022/01/26 | 『MIRROR』内、M3「愛にならなかったのさ」M6「アイボリー」M9「プリズム」 | SCANDAL                          | 編曲・演奏                                         |
| 2022/02/02 | 『Face To Time Case』内、M5『幽けき』 | 崎山蒼志                         | 編曲                                               |
| 2022/02/08 | Single「ズルい幻」 | めいちゃん                       | 演奏                                               |
| 2022/02/16 | 『10th Anniversary Best』内、M2「空と青」M3「Answer」M14「花束」 | 家入レオ                         | 演奏                                               |
| 2022/03/02 | 『やじるし→』内、イオン盤M3「まわりみち」 | ぽかぽかイオン                   | 演奏                                               |
| 2022/03/16 | 『高純度romance』内、M2「Precious Memories」 | KinKi Kids                       | 編曲・演奏                                         |
| 2022/03/23 | 『PEOPLE』内、M8「六角形」 | ゆず                             | 演奏                                               |
| 2022/04/27 | Single「A Song」 | 崎山蒼志                         | 演奏                                               |
| 2022/05/17 | 『祝典』内、M16「また逢う日まで」 | ももいろクローバーZ              | 編曲・演奏                                         |
| 2022/06/01 | Single「しょっぱい」(363820名義) | 小玉ひかり                       | 編曲                                               |
| 2022/06/01 | Single「Go with the flow(feat.kenshu)」 | 363820                           | 作曲・編曲・演奏                                   |
| 2022/06/01 | フジテレビ系ドラマ「ナンバMG5」サウンドトラック | 宗本康兵                         | 作曲・編曲・演奏                                   |
| 2022/07/16 | Single「好きで好きで」(配信Release) | 中嶋ユキノ                       | サウンドプロデュース                               |
| 2022/08/03 | 『暁』内、M12「クラウド」 | ポルノグラフィティ               | 編曲                                               |
| 2022/08/04 | Amazon Original「ザ・マスクド・シンガー」シーズン2 | 宗本康兵                         | 編曲・演奏                                         |
| 2022/09/21 | 「真夜中のラブ」 (配信Release) | 伊東健人                         | 演奏                                               |
| 2022/10/17 | 「HERO」 (配信Release) | INI                              | 演奏                                               |
| 2022/12/21 | 『My Journey』内、M7「Another world」 | MindaRyn                         | 演奏                                               |
| 2023/01/18 | 『The Story of Us』内、M1「The Story of Us」M2「グッバイ・カウント・ダウン」                                                                                               | KinKi Kids                       | 編曲(363820)                                       |
| 2023/01/25 | Single「まだ遠くにいる」 | 坂本真綾                         | 演奏                                               |
| 2023/02/01 | 『コントラスト』内、M13「振り子」 | Uru                              | 編曲・演奏                                         |
| 2023/02/01 | 『TRIANGLE』内、M7「沈丁花」 | DISH//                           | 共同編曲                                           |
| 2023/02/15 | 『Naked』内、M8「Hikari」、M12「Boyfriend」 | 家入レオ                         | 編曲・演奏                                         |
| 2023/03/15 | 『新しい空の下で』内、M1「はじまりの鐘」、M3「誰かにそっと」、M4「虹」、M6「新しい空の下で」                                                                               | 中嶋ユキノ                       | 編曲                                               |
| 2023/04/07 | 『ZZ's Ⅲ』内、M5「空のカーテン」 (Digital Release) | ももいろクローバーZ              | 編曲・演奏                                         |
| 2023/04/14 | 「PRIDE」 | 浦田直也                         | 編曲(363820)                                       |
| 2023/06/07 | 『心得／紙一重』内、M4「振り子」 | Uru                              | 演奏                                               |
| 2023/06/23 | ミニアルバム『Document』内、M1「蜘蛛の糸」、M5「月影」 (配信Release) | 川嶋あい                         | 編曲                                               |
| 2023/06/28 | 「ウェディングソング」(配信Release) | DISH//                           | 編曲                                               |
| 2023/07/05 | 「Don't stop the music」 | 矢作萌夏                         | 編曲                                               |
| 2023/10/04 | 『SHOW TIME』内、M2「HAPPY HUMAN」 | TiU                              | 共同編曲                                           |
| 2023/10/11 | 『Catch Up』内、M19「Midnight Highway」 | WANIMA                           | 編曲・演奏                                         |
| 2023/10/25 | 「Spilt Milk」 | 矢作萌夏                         | 共同サウンドプロデュース                           |
| 2023/12/13 | 『p album』内、M6「The Story of Us」 | KinKi Kids                       | 編曲(363820)                                       |
| 2023/12/28 | 『シュレーディンガー』初回盤B内、M2「Midway of Life」 | KinKi Kids                       | 編曲(363820)                                       |
| 2024/01/26 | 『1 Time』 (配信Release) | WANIMA                           | 編曲                                               |
| 2024/02/14 | 『ライブラリ』 (配信Release) | 平理央                           | 演奏                                               |
| 2024/02/14 | 『アンビバレント』内、M3「ランデヴー」 | Uru                              | ピアノアレンジ・演奏                               |
| 2024/03/13 | 『カンガルーファイター』 (配信Release) | 中嶋ユキノ                       | 編曲                                               |
| 2024/03/20 | 『TRF 30th Anniversary "past and future" Premium Edition』内、M5「TRUTH -30th Version for Budokan- (Rearranged by Kouhei Munemoto)」                                       | TRF                              | 編曲・演奏                                         |
| 2024/05/24 | 『SYNCHRONICITY POP』内、M3「恥じらってグッバイ」 | Little Black Dress               | 演奏                                               |
| 2024/05/31 | 『地球外生命体』 | 宇雪                             | 演奏                                               |
| 2024/07/05 | 『I was born to love you』 | 矢作萌夏                         | 共同編曲・演奏                                     |
| 2024/08/14 | 『わたしごっこ』 | 矢作萌夏                         | 共同編曲・演奏                                     |
| 2024/09/04 | 『ポルノグラフィティ全書～ALL TIMES SINGLES～』 | ポルノグラフィティ               | 編曲・演奏                                         |

- フジテレビ系列『僕らの音楽』BGM
  - 2007年12月07日「#186 KOH+（柴咲コウ×福山雅治）」
  - 2007年12月04日「#187 EXILE×松坂大輔」
  - 2008年05月09日「#205 秦基博×ケンドーコバヤシ＆宮川大輔」
  - 2012年05月04日「#404 Mr,Children」[3]
  - 2012年05月11日「#405 Mr,Children」[3]
- 2021年09月14日 #124 しおこうじ玉井詩織×坂崎幸之助のお台場フォーク村NEXT ほのさきちぃ[4]　チュートリアルな恋　作曲、ほのさきちぃ　私の魔法　作曲
- 3夜連続プラチナイト特番『人のスマホをのぞきたい』BGM
- TVアニメ『アストロノオト』音楽担当

## ライブ
- 川嶋あい
  - 2006年10月07日「第28回むつごろう祭　川嶋あいコンサート」(佐賀大学)
  - 2006年10月08日「NAGOYA Music & Dance FESTIVAL2006 ズームSUPERステージ」中京テレビ放送主催(愛知県名古屋市)
  - 2006年10月09日「WALK AGAIN 2006〜Never give up　癒しの歌声〜」(横浜ランドマークタワーホール)
  - 2006年10月14日「川嶋あいコンサート in きたがた」(北方町生涯学習センターきらりホール)
  - 2006年10月18日「川嶋あいコンサート『Piano Songs〜大切な約束〜』」(目黒パーシモンホール)
  - 2006年10月22日「Troubadour Night in Subaru Hall」(富田林すばるホール)
  - 2006年10月28日「川嶋あいライブ2006」(ふれあいプラザさかえ)
  - 2006年11月04日「CHiYO LIVE」(Shibuya Egg-man)
  - 2006年11月05日「川嶋あい ライブコンサート 〜愛in the story〜 名古屋学園祭(TOYOTA)」(トヨタ名古屋整備専門学校 学生会館)
  - 2006年11月18日「川嶋あいコンサート〜2006〜」(楢葉町コミュニティセンター 大ホール)
  - 2006年11月19日「川嶋あいコンサート2006」(埼玉県東松山市民文化センターホール)
  - 2006年12月16日「川嶋あいコンサート」(田原文化会館 文化ホール)
  - 2021年08月20日 「Ai Kawashima LIVE 2021 "Welcome"」(渋谷公会堂)
  - 2022年08月20日 「Ai Kawashima Road Show 2022 "最後の言葉"プレミアム再上映会～あのころ～」(ユナイテッド・シネマ アクアシティお台場)
  - 2023年08月20日 「Ai Kawashima 20th Anniversary～820～」(LINE CUBE SHIBUYA)

- 中村 中

- 元ちとせ
  - 2021年07月06日 「Billboard Live “夏の宴 2021”　」Key.として参加
  - 2021年10月23日 「沖縄音楽フェスティバル」Key.として参加
  - 2021年10月24日 「 花みどりフェア 夢 Kitchen & Live Stage 」Key.として参加
  - 2021年11月21日 「元ちとせ コンサート2021」Key.として参加
  - 2022年05月15日 「元ちとせ アコースティックコンサート2022 in 三原」Key.として参加
  - 2022年08月11日 「元ちとせ コンサート2022 in 入間」Key.として参加
  - 2022年09月23日 「中津川 THE SOLAR BUDOKAN 2022」Key.として参加
  - 2022年10月27日、11月17日 「元ちとせ Billboard Live 2022 ～ありし日の鐘が鳴る～」Key.として参加
  - 2022年11月13日 「2022 元ちとせ チャリティー特別公演」Key.として参加
  - 2022年11月27日 「ハッスル★マッスル八重山ハッスル文化祭」Key.として参加
  - 2023年06月24日 「元ちとせ Special Live in KAWAGOE」Key.として参加
  - 2023年07月27日 「Augusta Camp in U-NEXT ～Favorite Songs～ vol.2」Key.として参加

- 新垣結衣
- 遊吟
- nangi
- savage genius
- きただにひろし
- the indigo

- ポルノグラフィティ
  - 2010年ツアー 「11th LIVE CIRCUIT "∠TARGET"」
  - 2011年09月10日,11日「つま恋ロマンスポルノ'11 〜ポルノ丸〜」
  - 2011年10月28日「東北ロマンスポルノ'11 〜ポルノ港〜」
  - 2011年12月24日-12月31日「幕張ロマンスポルノ'11 〜DAYS OF WONDER〜」
  - 2012年ツアー 「12th LIVE CIRCUIT "PANORAMA×42"」
  - 2017年03月25日-03月26日「PORNOGRAFFITTI 色情塗鴉 Special Live in Taiwan」

- 熊木杏里
  - 2012年05月26日『「地球を守ろう!プロジェクト」abn地球の日』(長野県国営アルプスあづみの公園)

- 一青窈
  - 2012年06月3日『一青 窈 Tour2012“瞬き”』 (茨城県・龍ヶ崎市文化会館)

- 中 孝介
  - 2011年ツアー 『中 孝介コンサートツアー2011−2012"キセキノカケラ"』
  - 2012年06月23日『ちょうふ音楽祭2012 LIVE PLUS+』(調布市グリーンホール 大ホール)
  - 2013年ツアー 『中 孝介コンサートツアー2013 "もっと日本。"』
  - 2022年07月15日-7月18日『神戸発着 にっぽん丸夏クルーズ～宮崎・宿毛～』
  - 2022年09月05日『HFM 40th Anniversary 中孝介×宗本康兵』

- 家入レオ
  - 2013年ツアー 1st ワンマン Tour 〜LEO〜
  - 2013年ツアー 2nd ワンマン Tour 〜Kimi ni Todoke〜
  - 2014年ツアー 3rd ワンマン Tour 〜a boy〜
  - 2017年02月18日「NHK・民放連共同ラジオキャンペーンin福岡『＃フクラジ』ファイナル ～そばにおいで！ラジオ体感フェス」
  - 2017年03月12日「ビクターロック祭り 番外編 IchigoIchie Join 6　家入レオ×大原櫻子×藤原さくら」(パシフィコ横浜 国立大ホール)
  - 2018年ツアー 「家入レオ 6th Live Tour 2018」
  - 2018年08月11日「ROCK IN JAPAN FESTIVAL 2018」
  - 2018年08月13日「Exciting Summer in WAJIKI'18」
  - 2018年10月03日,04日 「FanClub Live 2018」
  - 2018年10月07日「ビクターロック祭り大阪×MBS音祭」
  - 2019年02月24日「家入レオ 7th Anniversary Live at 大阪城ホール ～Premium Symphonic Night～」
  - 2019年05月10日「家入レオ 7th Live Tour 2019 ～DUO～」
  - 2019年08月12日「ROCK IN JAPAN FESTIVAL 2019」
  - 2020年06月22日「CDTVライブ!ライブ!」
  - 2020年08月30日「Streaming Live 2020」
  - 2022年02月20日「家入レオ10th Anniversary Live」バンドマスター＆Key.として参加
  - 2022年06月11日-12日 「家入レオBillboard live〜10the Anniversary〜」ハンドマスター&Key.として参加
  - 2022年ツアー 8th Live Tour 2022 〜THE BEST〜
  - 2022年12月18日「毎日がクリスマス 2022」
  - 2023年02月01日,02日「家入レオ FanClub Live 2023 ～Rebuild～」
  - 2023年07月16日「JOINALIVE 2023」
  - 2023年09月17日「九州ゴスペルフェスティバル2023」
  - 2023年ツアー 家入レオ TOUR 2023 〜NAKED〜
  - 2023年11月22日「ARTISTS LEAGUE Grand-Prix 2023」
  - 2023年12月9日「LEO IEIRI Live in Shanghai」
  - 2024年02月25日「LEO IEIRI Live in Shenzhen 2024」
  - 2024年03月16日「家入レオ YAON～SPRING TREE～」
  - 2024年03月29日「COSMIC CIRCUS」

- ももいろクローバーZ
  - 2013年04月13日-14日 「ももいろクローバーZ 春の一大事 2013 西武ドーム大会」
  - 2016年08月13日-14日 「桃神祭2016 ～鬼ヶ島～」
  - 2016年12月23日-24日 「ももいろクリスマス2016 ～真冬のサンサンサマータイム～」
  - 2018年04月21日-22日 「春の一大事2018 in 東近江市 〜笑顔のチカラ つなげるオモイ〜」
  - 2018年05月22日-23日 「10th Anniversary The Diamond Four -in 桃響導夢- 」
  - 2018年12月24日-25日 「ももいろクリスマス2018」DIAMOND PHILHARMONY -The Real Deal-
  - 2018年12月31日「ゆく桃くる桃 ～第2回 ももいろ歌合戦～」
  - 2019年04月20日-21日「ももクロ春の一大事2019」
  - 2019年05月04日 「JAPAN JAM 2019」
  - 2019年08月03日-04日 「MomocloMania2019 -ROAD TO 2020- 史上最大のプレ開会式」
  - 2019年08月11日 「ROCK IN JAPAN FESTIVAL 2019」
  - 2019年09月06日 「黒フェス2019～白黒歌合戦～」
  - 2019年09月15日 「氣志團万博2019」
  - 2019年09月29日 「阿蘇ロックフェスティバル in 北九州」
  - 2019年10月05日 「THE GREAT SATSUMANIAN HESTIVAL 2019」
  - 2019年12月24日-25日 「ももいろクリスマス2019」～冬空のミラーボール～
  - 2020年09月06日 「黒フェス2020〜白黒歌合戦〜」
  - 2020年09月26日 「氣志團万博2020」～家でYEAH!!～
  - 2021年12月31日 「第５回ももいろ歌合戦」
  - 2022年04月23日-24日 「ももいろクローバーZ 春の一大事」Key.として参加
  - 2022年07月30日-31日 「ももクロ夏のバカ騒ぎ2022-MOMOFEST-」
  - 2022年08月6日 「ROCK IN JAPAN FESTIVAL 2022」
  - 2022年09月17日 「イナズマロックフェス2022」
  - 2022年09月18日 「氣志團万博2022-房総魂-」
  - 2022年09月23日 「北九州ロックフェスティバル2022」
  - 2022年11月23日 「LiveJack SPECIAL 2022」
  - 2022年12月24日-25日 「ももいろクリスマス2022 LOVE」
  - 2023年04月22日-23日 「ももクロ春の一大事2023 in 福山市 ～笑顔のチカラ つなげるオモイ～」
  - 2023年05月16日-17日 「ももいろクローバーZ 十五周年記念ライブ 代々木無限大記念日」
  - 2023年08月19日-20日 「SUMER SONIC 2023」
  - 2023年10月9日 氣志團Presents「One Night Festival～天桃五歌仙大演曾～」
  - 2023年12月23日-24日 「ももいろクリスマス2023 PLAYERS」
  - 2024年04月13日-14日 「ももクロ春の一大事2023 in 亀岡市 ～笑顔のチカラ つなげるオモイ～」
  - 2024年04月28日「JAPAN JAM 2024」
  - 2024年03月・6月「玉井詩織ソロコンサート『いろいろ』」
  - 2024年09月08日「風とロックと芋煮会」

- 山崎育三郎
  - 2018年01月15日 「LIVE TOUR 2018～keep in touch～」バンドマスター&Key.として参加
  - 2018年10月21日 「山崎育三郎 めざましライブ日本お元気キャラバン in 京都・ 北野天満宮」
  - 2019年01月12日 「山崎育三郎LIVE TOUR 2019～I LAND～」 バンドマスター&Key.として参加
  - 2019年10月11日 「山崎育三郎のI AM 1936」 presents「THIS IS IKU 2019 ～男祭～」バンドマスター&Key.として参加
  - 2020年07月18日 「YOU&I」山崎育三郎 Special Live
  - 2020年11月07日 「山崎育三郎のI AM 1936」 presents「THIS IS IKU 日本武道館」バンドマスター&Key.として参加
  - 2021年06月15日-9月3日 Premium Symphonic Concert Tour 2021－SFIDA－に参加
  - 2022年01月22日 「THIS IS IKU 〜CONGRATULATIONS〜」音楽監督&Key.として参加
  - 2022年04月22日-7月3日「山崎育三郎LIVE TOUR 2022 -ROUTE 36-」バンドマスター&Key.として参加
  - 2023年03月21日 「THIS IS IKU 2023」音楽監督&Key.として参加
  - 2023年ツアー 「billbord classics 山崎育三郎 Premium Symphonic Concert Tour 2023 -PRINCE-」
  - 2024年ツアー 「山崎育三郎全国TOUR 2024 THE HANDSOME」

- 佐藤千亜妃
  - 2018年11月17日  台湾大型ロックフェス「TAKAO ROCK 2018」
  - 2019年03月04日  odol LIVE 2019 "O/g-9"
  - 2019年04月28日 「ARABAKI ROCK FEST.19」
  - 2019年08月29日 「Zoff Rock 2019」
  - 2019年09月08日 「sakanoboru vol.4」
  - 2019年09月14日 「BAY CAMP 2019」
  - 2019年11月26日 「渋カル祭。」
  - 2019年12月19日   ワンマンライブ「空から落ちる星のように」(東京・日本橋 三井ホール)
  - 2019年12月21日   J-WAVE『STEP ONE』
  - 2020年02月02日 「J-WAVE×HORIPRO present LIVE The CARAVAN」
  - 2020年08月14日 「Streaming live"Night PLANET"」
  - 2020年10月14日 「Quattro Mirage 2020」
  - 2021年04月13日 「GREENS Presents NIGHT and DIVE!!」(ZeppNamba)
  - 2021年06月20日 「YATSUI FESTIVAL!!」(渋谷 TSUTAYA O-WEST)
  - 2021年ツアー 「かたちないもの」“KOE” Release Tour 2021
  - 2022年03月13日 「ソラリズムOPEN AIRキックオフ」
  - 2022年07月23日 「FUNDAY PARK FESTIVAL 2022」
  - 2022年08月24日 "NIGHT TAPE"Release Party「LOOP LOOP LOOP」

- Aimer
  - 2017年02月10-02月11日 「Acoustic Live Tour 2017」(ビルボード東京)
  - 2017年02月25日 「Acoustic Live Tour 2017」(名古屋ブルーノート)

- 上白石萌音
  - 2020年09月19日 「i note」(オンライン)
  - 2021年ツアー 「yattokosa」

- 足立佳奈
  - 2020年10月18日 『渋谷音楽祭 2020 presents youmakeshibuya MUSIC FESTIVAL』(オンライン)
  - 2021年ツアー 「ADACHI KANA LIVE TOUR 2021～Dear.～」
  - 2022年ツアー 「ADACHI KANA LIVE TOUR 2022～あなたがいて～」
  - 2023年06月10日、11日 「ETHICAL EXPO」
  - 2023年ツアー　「ADACHI KANA Acoustic Tour "23-24"」
  - 2024年01月8日「成人の日記念ライブ」

- 崎山蒼志
  - 2021年09月06日 「UNISON SQUARE GARDEN presents fun time ACCIDENT 3」
  - 2022年ツアー 「TOUR 2022 Face To Time Case」
- urata naoya
  - 2022年01月28日.30日 「13th Anniversary Live -UNTITLED-」バンドマスター＆Key.として参加
  - 2024年01月「urata naoya 15th Anniversary Live Tour -un BEST-」

- WANIMA
  - 2024年03月「WANIMA 1Time Acoustic Live」

- 尾崎裕哉
  - 2022年01月23日 「BEHIND EVERY SMILE 2022」バンドマスター＆Key.として参加

- 浦田直也
  - 2022年11月10日 「urata naoya 40th Birthday Special Live」
  - 2024年01月26日～01月28日「urata naoya 15th Anniversary Live Tour - un BEST -」

- Uru
  - 2023年ツアー 「contrast」

- Ado
  - 2023年ツアー 「マーズ」

- 矢作萌夏
  - 2023年07月05日 「1st Live "Rebirth"」
  - 2024年07月05日 「矢作萌夏 Birthday＆Release記念 TikTok LIVE」
  - 2024年09月09日 「矢作萌夏 2nd EP『愛を求めているのに』発売記念 Amazon Music Studio LIVE」

- 華原朋美
  - 2023年07月07日 「コンサート by ♡LOVE IS BEST♡」

- 永野芽郁
  - 202311月24日 「永野芽郁『非公開』in 日本武道館」

- その他のイベント
  - 2006年10月04日 セッションライブ「遠山哲朗ACセッション」(池ノ上Bobtail / 遠山哲朗、竹下欣伸、宗本康兵)
  - 2012年06月07日 自主企画「音もだっち〜出会いの巻〜」(代官山 晴れたら空に豆まいて)
  - 2013年01月30日 自主企画「音もだっち〜出撃!!の巻〜」 (二子玉川KIWA)
  - 2013年06月05日 自主企画「音もだっち〜繋がるの巻〜」(二子玉川KIWA)(2013年6月8日 / 札幌ペニーレーン24)
  - 2014年01月29日 自主企画「音もだっち〜ご挨拶の巻〜」(二子玉川KIWA)(2013年1月31日 / 南堀江 knave)
  - 2014年04月12日 自主企画「PianoMan Vol.1〜Dance&Sing〜」(ＭＴ Ｍｉｌｌｙ’ｓ)
  - 2017年04月01日 自主企画『Piano Man Vol.4』(ＭＴ Ｍｉｌｌｙ’ｓ)
  - 2018年02月12日 自主企画『”&K”』(ゲスト：野崎真助・新藤晴一)
  - 2018年04月07日 自主企画 Piano Man Vol.5＠新鎌ヶ谷MT Milly’s
  - 2018年10月24日 自主企画「&K」Cafe Eclaircie
  - 2019年04月04日 自主企画「Paino Man Vol.6」＠JZ Brat SOUND TOKYO
  - 2019年05月31日 自主企画「&K」＠Live&Cafe tone
  - 2019年07月12日 自主企画「&K」＠SQUARE GARDEN
  - 2019年07月20日 自主企画「&K」＠monotone works
  - 2019年12月05日 自主企画「&K」＠Cafe Eclaircie
  - 2019年12月08日 自主企画「&K」＠monotone works
  - 2021年ツアー 自主企画「&K」
  - 2022年04月17日 自主企画「PianoMan Vol.8」＠LDHkitchen THE TOKYO HANEDA
  - 2022年08月29日-30日「my HERO Festival 2022」＠LINE CUBE SHIBUYA
  - 自主企画「R&K LiveTour2023」
  - 2023年04月04日 自主企画「Paino Man Vol.9」＠六本木C-LAPS
  - 2023年08月19日-08月31日、09月15日-09月18日「VAGRANT」＠明治座、新歌舞伎座
  - 2023年09月02日「飛揚-Hiyoh- ～再会の似合うまち舞鶴～」＠赤れんが博物館前広場
  - 2023年11月25日「西尾ライオンズクラブ CN60周年記念フェスティバル」＠西尾市総合体育館
  - 2024年04月04日 自主企画「Paino Man Vol.10」＠六本木C-LAPS
  - 2024年08月10日 自主企画「&K 竹上良成×宗本康兵」＠ATC南港サンセットホール
  - 2023年09月03日「飛揚-Hiyoh- ～再会の似合うまち舞鶴～」＠舞鶴赤れんがパーク4号棟

## 出演
- NHK総合
  - MUSIC JAPAN
  - SONGS
  - NHK紅白歌合戦
  - シブヤノオト
  - The Covers
  - うたコン
  - 六サテフェス
- 日本テレビ
  - 音楽戦士 MUSIC FIGHTER
  - ハッピーMusic
  - Music Lovers
  - LIVE MONSTER
  - KDDI presents Music Lovers 〜一夜限りのスペシャルライブ〜
  - 世界一受けたい授業
  - 日テレ系音楽の祭典 ベストアーティスト2022
  - おしゃれクリップ
- TBSテレビ
  - COUNT DOWN TV
  - カミスン!
  - 火曜曲!
  - TBSチャンネル
- フジテレビ
  - 僕らの音楽 Our Music
  - ミュージックフェア
  - ぽかぽか
- テレビ朝日
  - ミュージックステーション
- テレビ東京
  - 月刊MelodiX!
- 坂崎幸之助のももいろフォーク村NEXT(フジテレビワンツーネクスト)
- ももいろ歌合戦(ABEMA)
- MUSIK BARISTA(エフエム北海道)
- 山崎育三郎のI AM 1936(ニッポン放送)
- 江本一真のゴッジ(広島エフエム放送)
- MTV VMAJ 2022 -THE LIVE-(MTV)
- premiumkyoto(FMまいづる)
- cafe in 11(ベイエフエム)
- coconoSラジ(STVラジオ)
- ナインティナインのオールナイトニッポンミュージック(ニッポン放送)
- KEN RADIOの時間(ニッポン放送)

など